# 바닷말

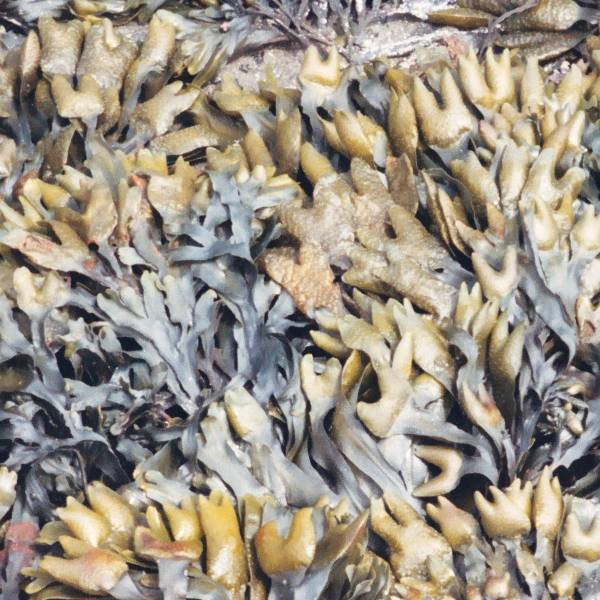
갈조류

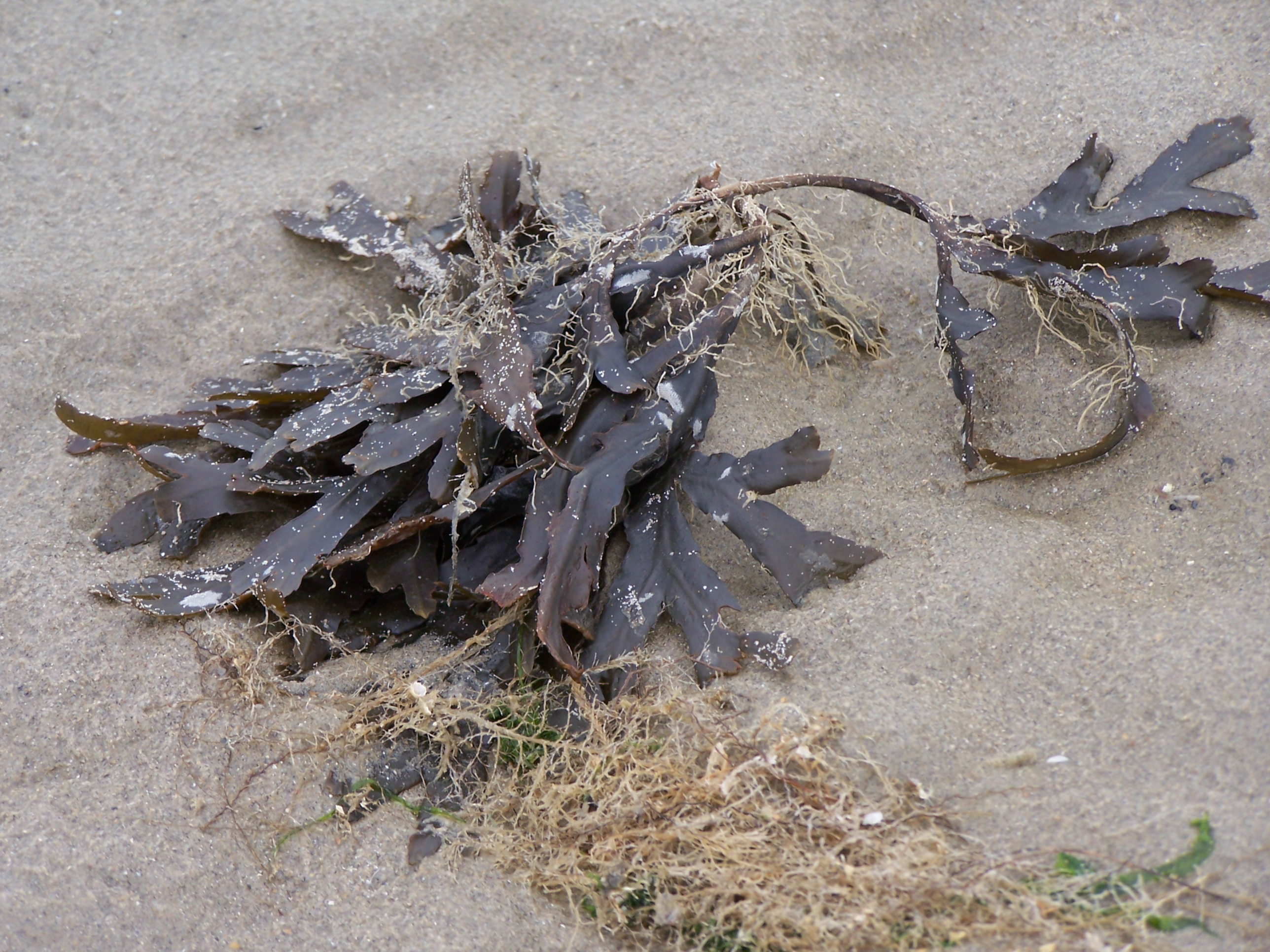

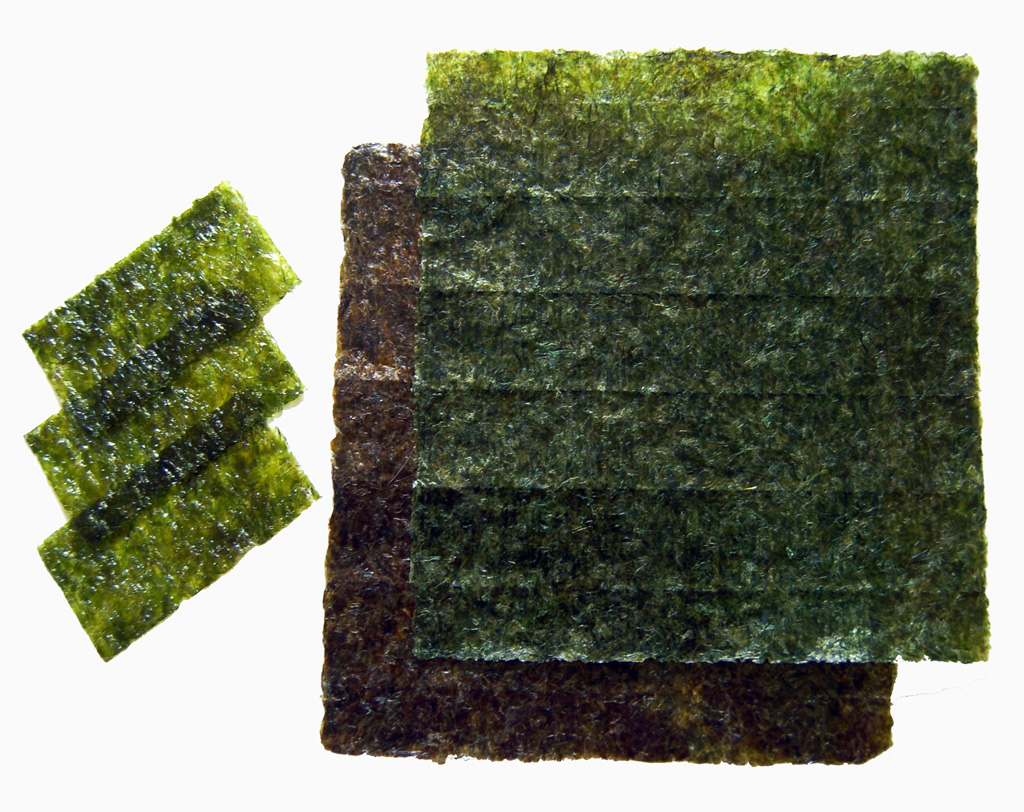
건조시킨 김

바닷말(문화어: 바다나물, 바다마름류) 또는 해조(海藻)는 바다에서 사는 조류이다.
바닷말은 여러 하위 무리로 나눠진다. 먼저 홍조류(Rhodophyta)는 붉은색 또는 자색을 띠며, 전 세계에 분포하는 바닷말의 대부분이 홍조류에 속한다. 다시마 등은 갈조류(Phaeophyta)에 속하며, 녹조류는 가장 진화한 무리이다. 그 외에도 바닷말은 단세포나 크기가 작은 와편모조류(Dinoflagellata)와 황금색조류(Chrysophyta) 등을 포함한다.
자연 바닷말 생태계는 때때로 인간 활동으로 인해 위협을 받고 있다. 예를 들어, 기계적 다시마 준설은 자원과 의존 어장을 파괴한다. 다른 세력도 일부 바닷말 생태계를 위협한다. 예를 들어, 보라색 성게 포식자의 소모성 질병으로 인해 성게 개체수가 급증하여 캘리포니아 해안의 큰 다시마 숲 지역이 파괴되었다.
인간은 오랫동안 바닷말을 자신들의 목적에 맞게 재배해 왔다. 최근 몇 년 동안 바닷말 양식은 식품, 다양한 화학 용도(예: 카라기난)를 위한 원료, 가축 사료 및 비료를 제공하는 세계적인 농업 관행이 되었다. 해양 생태계 및 이산화탄소 흡수에 대한 중요성으로 인해 최근 영양 오염 감소, 연안 수생 생물 서식지 증가, 바닷말 감소와 같은 다른 이점과 함께 이산화탄소의 생물학적 격리를 위한 잠재적인 기후 변화 완화 전략으로 바닷말 재배에 관심이 집중되었다. 지역 해양 산성화. 변화하는 기후의 해양 및 빙권에 관한 IPCC 특별 보고서는 완화 전략으로 "추가 연구 관심"을 권장한다.

## 식용 해조
- 갈조류: 미역, 다시마, 톳
- 홍조류: 김, 꼬시래기, 한천(우뭇가사리)
- 녹조류: 청각, 파래